# Windows Mixed Reality
Windows Mixed Reality (anteriorment Windows Holographic) és una plataforma informàtica de realitat mixta desenvolupada per l'empresa Microsoft, mitjançant l'ajuda d'aplicacions, les quals es presenten com a elements virtuals (hologrames) incorporats amb elements reals, de tal forma que l'usuari els percep visualment en el seu entorn real.

## Microsoft HoloLens
El primer dispositiu que va llançar Microsoft que juga amb aquesta tecnologia és l'HoloLens. Es tracta d'unes ulleres intel·ligents que són un ordinador sense cables autònom amb sistema Windows 10, que utilitza sensors avançats, una pantalla òptica muntada al cap en 3D estereoscòpica i d'alta definició, amb so espacial, que permet així doncs, veure elements de l'escriptori del sistema operatiu en realitat augmentada.

### Disseny
Microsoft Hololens és un "head mounted display". Aquest està dissenyat en forma d'ulleres, on dintre d'aquestes ulleres incorpora una corona o diadema, la qual s'ajusta a la mida del cap i distribueix el pés proporcionalment. Aquesta corona o diadema està forrada perquè sigui còmode per l'usuari. Finalment l'usuari pot inclinar les ulleres perquè el visor quedi a l'altura dels ulls. El pes de les Microsoft Hololens és de 0,4 kg.
Davant del dispositiu és on s'incorpora la majoria dels sensors, incloent entre ells sensor de profunditat, càmera de video i el processador hologràfic. El front de la visera està tenyit. Darrere del visor hi ha un parell de lents (una per cada ull) transparents, on les imatges projectades es mostren a la meitat inferior. Les Hololens s'han de calibrar tenint en compte la distància interpupil·lar de cada usuari.
Al llarg de la diadema hi ha uns petits altaveus de color vermell. Aquests altaveus no bloquegen el so ambiental, permetent així escolta el so virtual i el so ambiental.
A la part superior trobem dos botons per modificar la brillantor de la pantalla.
A l'extrem esquerre hi ha el botó d'engegar i d'apagar, també disposa de 5 leds per indicar el funcionament del sistema així com el nivell de bateria.